# Канарана (Баия)
Канарана (порт. Canarana)  —  муниципалитет в Бразилии, входит в штат Баия. Составная часть мезорегиона Северо-центральная часть штата Баия. Входит в экономико-статистический микрорегион Иресе. Население составляет 21 712 человека на 2006 год. Занимает площадь 617,991 км². Плотность населения — 35,1 чел./км².

## Статистика
- Валовой внутренний продукт на 2003 год] составляет 52 031 725,00 реалов (данные: Бразильский институт географии и статистики).
- Валовой внутренний продукт на душу населения на 2003 год составляет 2398,77 реалов (данные: Бразильский институт географии и статистики).
- Индекс развития человеческого потенциала на 2000 год составляет 0,601 (данные: Программа развития ООН).